# Bernhard Friedrich von Buddenbrock
Bernhard Friedrich von Buddenbrock (* 1725 in Gurnen, Kreis Goldap; † 28. Oktober 1807 in Rathenow) war ein königlich-preußischer Generalmajor.

## Herkunft
Bernhard Friedrich war Angehöriger des baltisch-preußischen Adelsgeschlechts von Buddenbrock. Seine Eltern waren Otto Heinrich von Buddenbrock (1667–1729) und dessen zweite Frau Louise Charlotte von Hülsen († 1744) a.d.H. Plehnen, verwitwete Stach von Golzheim, wiedervermählte Gräfin von Dönhoff. Seine Brüder waren der preußische Generalmajor, Chef des Infanterie-Regiment Nr. 16 und Ritter des Pour le Mérite Ludwig von Buddenbrock (1720–1782) sowie der preußische Major und Chef des 1. Stehenden Grenadier-Bataillons Wilhelm Ernst von Buddenbrock († 1760).

## Leben
Er begann seine Laufbahn in der preußischen Armee 1744 als Kornett im Leibkarabinierregiment (Nr. 11) und nahm als solcher am Zweiten Schlesischen Krieg teil. Am 28. August 1752 avancierte er zum Leutnant, es folgte die Teilnahme am Siebenjährigen Krieg, die Beförderung zum Stabsrittmeister am 16. Januar 1758, zum Rittmeister und Kompaniechef am 9. Juni 1761 sowie zum Major am 3. Juni 1768. Er nahm auch am bayerischen Erbfolgekrieg teil, dem sich unmittelbar weitere Beförderungen anschlossen. So avancierter er am 3. September 1780 zum Oberstleutnant, am 2. Juni 1782 zum Oberst und wurde am 16. März 1783 Kommandeur des Leibkarabinierregiment (Nr. 11).
Eine Präbende beim Stift Cammin, welche er am 27. Juni 1784 erhalten hatte, verkaufte er weiter an Christian Sigismund von Schickfus. Friedrich der Große schenkte ihm in Anerkennung seiner Dienste am 28. Mai 1786 2000 Taler. Er dimittierte am 31. Mai 1788 im Rang eines Generalmajors und erhielt ab dem 1. Juni 1788 Versorgung i.H.v. 1200 Taler.

## Familie
Buddenbrock vermählte sich 1767 in Hohenwarsleben mit Luise Henriette von Angern a.d.H. Hohenwarsleben († 1816). In einer Kondolenz teilte ihr der König am 30. November 1807 mit, dass die Pension nicht weiter gezahlt wird. Aus der Ehe gingen ein Sohn und vier Töchter hervor:
- Wilhelm August Bernhard (* 1768)
- Reinhardine Charlotte Magdalene Henriette (* 1770)
- Hedwig Charlotte Albertine (* 1771), ⚭ Moritz Ehrenreich von Knobloch, königlich preußischer Rittmeister und Herr auf Osterholz
- Charlotte Florentine Christiane, ⚭ Karl von Gauvain, königlich preußischer Major bei der Gendarmerie